# Pääsküla

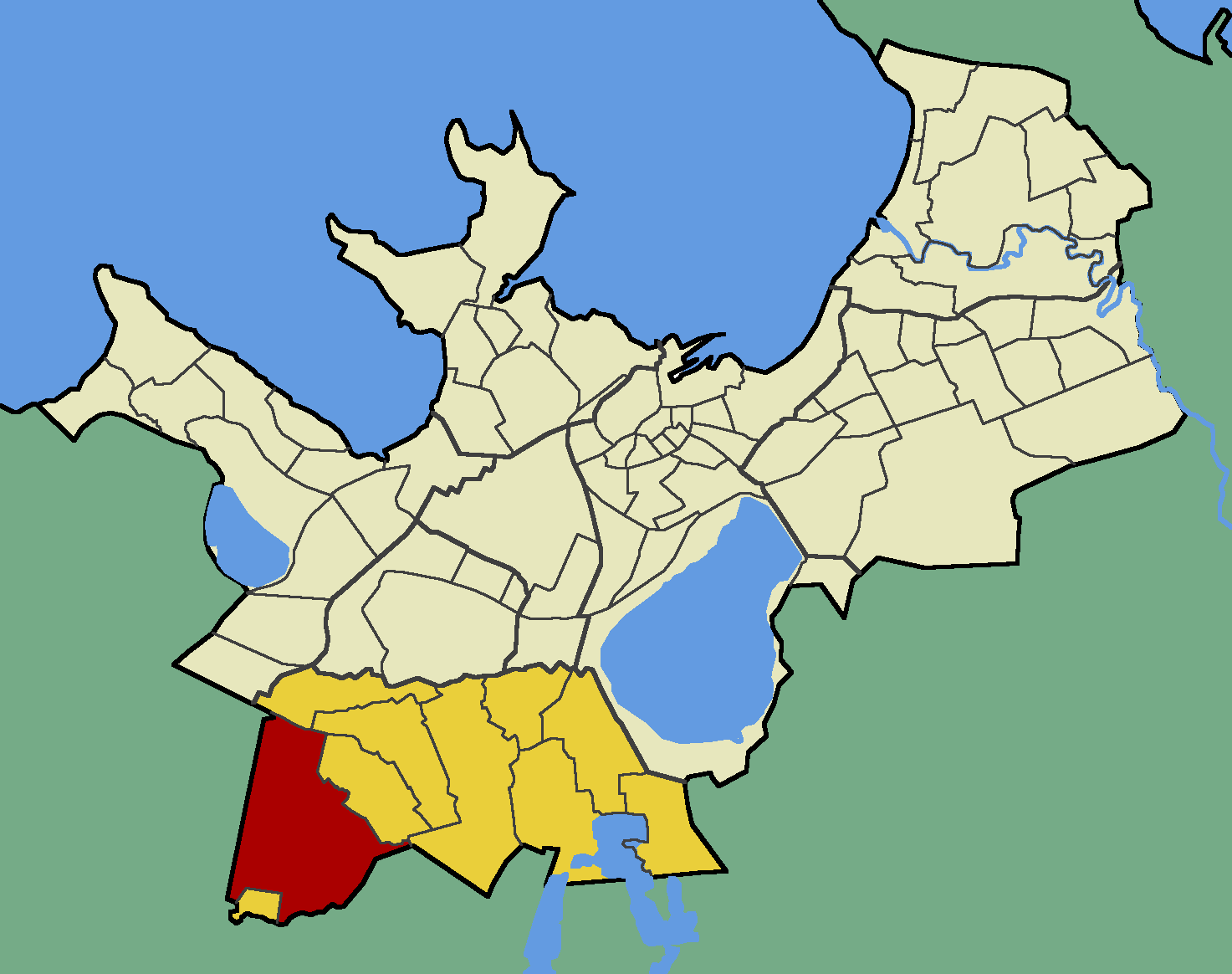
Der Bezirk Pääsküla (rot) im Tallinner Stadtteil Nõmme (gelb)

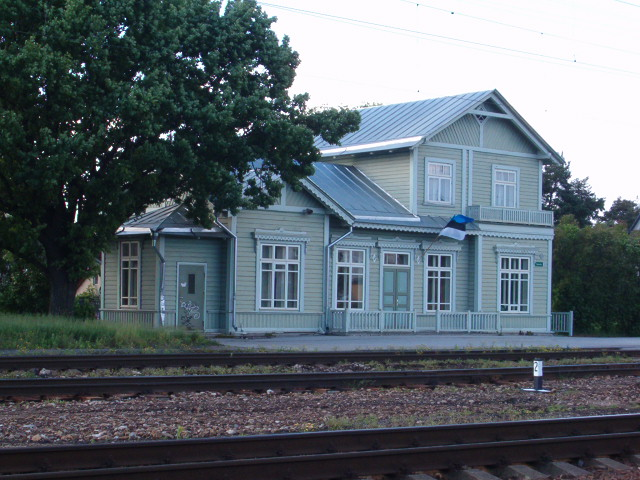
Der historische Bahnhof von Pääsküla aus dem Jahre 1926

Pääsküla ist ein Bezirk (estnisch asum) der estnischen Hauptstadt Tallinn. Er liegt im Stadtteil Nõmme.

## Beschreibung
Der Stadtbezirk hat 9.571 Einwohner (Stand 1. Mai 2010). Seine Fläche beträgt 5,95 Quadratkilometer. Durch den Bezirk fließt der Fluss Pääsküla (Pääsküla jõgi). Auf dem Gebiet Pääskülas liegt teilweise auch das neun Quadratkilometer große Moor von Pääsküla (Pääsküla raba).
Das Dorf Pääsküla (deutsch Paeskülla) wurde erstmals 1241 im Liber Census Daniæ urkundlich erwähnt. Im 16. Jahrhundert stand es im Besitz des Deutschen Ordens.
Zwischen 1912 und 1917 entstand in der Nähe des Dorfes eine Gartenstadt, die „Petershof“ (estnisch Peetri aedlinn) genannt wurde. Sie wurde im April 1923 mit der Stadt Nõmme (deutsch Nömme) vereinigt. 1940 wurde sie wie ganz Nõmme der Stadt Tallinn eingemeindet.